# (33200) Carasummit
1998 FY53 (asteroide 33200) é um asteroide da cintura principal. Possui uma excentricidade de 0.09460690 e uma inclinação de 3.65481º.
Este asteroide foi descoberto no dia 20 de março de 1998 por LINEAR em Socorro.